# 瀬棚駅

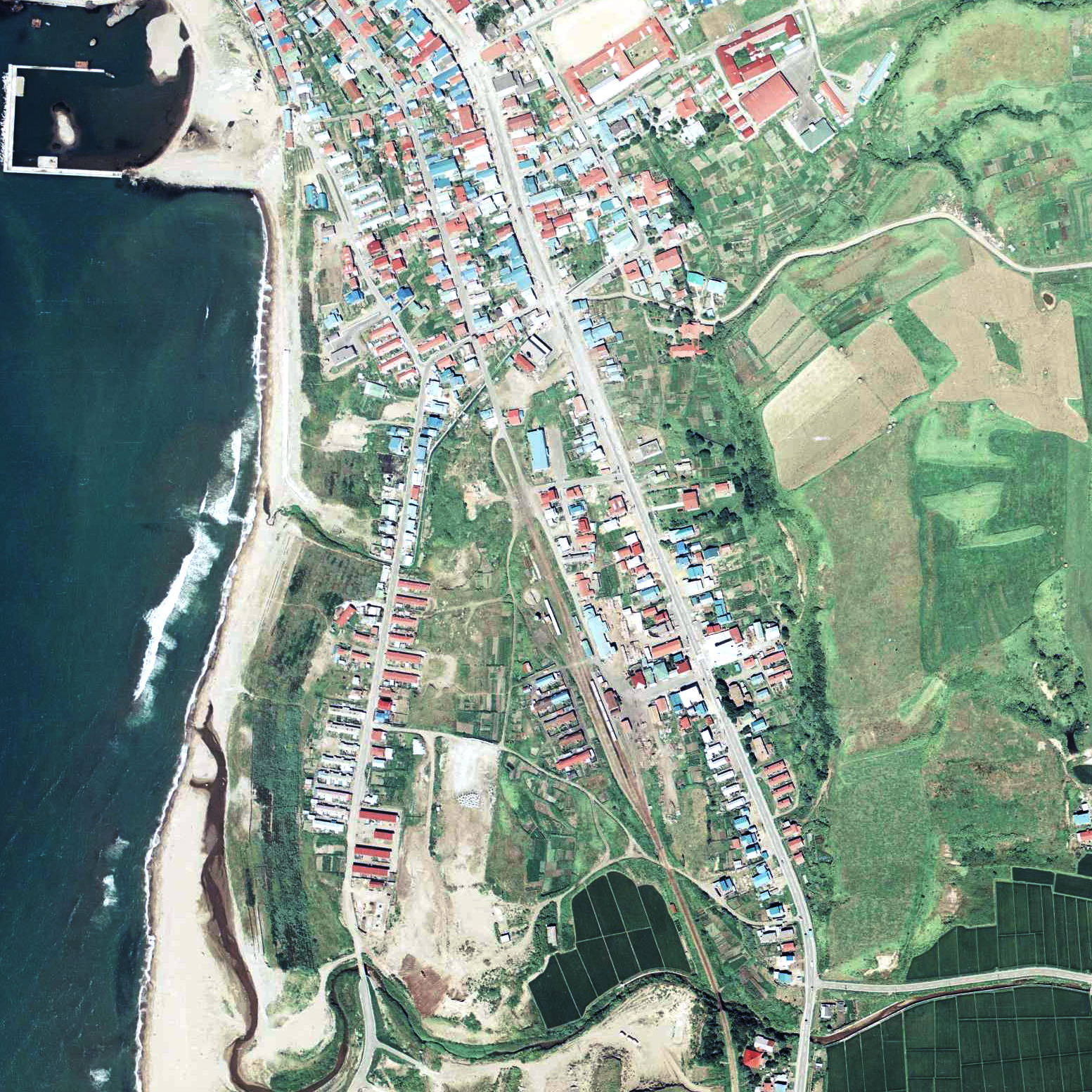
1976年の瀬棚駅と周囲約1 km範囲。下が国縫・長万部駅方面。市街は北の港側に広がる。駅裏北側に転車台が残されている。

瀬棚駅（せたなえき）は、北海道瀬棚郡瀬棚町字本町（現久遠郡せたな町）にあった日本国有鉄道（国鉄）瀬棚線の駅（廃駅）である。電報略号はセタ。事務管理コードは▲141609。
1984年（昭和59年）まで運行されていた急行「せたな」およびその後継列車である快速「せたな」（瀬棚線内普通列車）の発着駅であった。
北海道最西端の駅であったが、廃止に伴い松前駅にその座を譲った。

## 歴史
- 1932年（昭和7年）11月1日 - 鉄道省瀬棚線今金駅 - 当駅間開通（全通）に伴い開業（一般駅）[2][3]。
- 1966年（昭和41年）10月1日 - 函館駅直通準急列車「せたな」の運行開始。以来瀬棚線廃止まで種別の変遷があるものの運行を継続した。詳細はアイリス_(列車)#急行→快速「せたな」参照。
- 1983年（昭和58年）9月1日 - 貨物取扱い廃止[4]。
- 1984年（昭和59年）2月1日 - 荷物取扱い廃止[4]。
- 1987年（昭和62年）3月16日 - 瀬棚線の廃線に伴い廃駅[4]。

### 駅名の由来
当駅の所在する地名より。

## 駅構造
単式ホーム1面1線を有する地上駅で、瀬棚線の終端駅であった。ホームは線路の東側（瀬棚方面に向かって右手側）に存在した。旅客列車の発着に使用する駅舎側の1番線（上下本線）の西側にホームを有さない上下副本線の2番線、及び側線の3、4番線を有した。4番線から側線が1線分岐し、さらにその側線からかつて転車台も有した炭水線が分岐していた。転車台は1969年（昭和44年）3月時点では現存していたが、1983年（昭和58年）時点で既に撤去されていた。1番線の延長上は入換線となっていた。また国縫方から駅舎側に分岐し駅舎南側の切欠き部分の貨物ホームへの貨物側線を1線有していた。
職員配置駅で、駅舎は構内の東側に位置しホーム中央部分に接していた。木造平屋建ての駅舎は1980年（昭和55年）に開業時からの建物の内外装を改築した、瀟洒な建物であった。ホームはアスファルト舗装されていた。「わたしの旅スタンプ」が設置されていた。
貨物列車は1980年（昭和55年）時点で1日上下3本運転されていた。

## 利用状況
1981年度（昭和56年度）の1日乗降客数は315人。

## 駅周辺
- 北海道道447号西大里瀬棚停車場線・北海道道459号瀬棚港線・北海道道783号東大里瀬棚停車場線
- せたな町役場瀬棚総合支所
- せたな警察署瀬棚駐在所
- 瀬棚郵便局
- 渡島信用金庫瀬棚支店
- 瀬棚温泉やすらぎ館
- せたな町立瀬棚中学校
- せたな町立瀬棚小学校
- 瀬棚港
- 北海道瀬棚商業高等学校
- 事比羅神社（江戸時代以前創建）
- 瀬棚延命寺 - 「しなの木地蔵尊」がある。江戸時代に開山。
- アレウト号慰霊碑 - 1877年（明治10年）に座礁したロシア軍艦の犠牲者鎮魂のために建立された。
- 立象山公園 - 駅から北に約2.5 km[5]。高さ95 mの小山。奥尻島を展望できる[7]。
- 狩場山 - 渡島半島の最高峰 (1,520 m)[7]。
- 馬場川
- 三本杉岩 - 駅から北に約1.3 km[5]。海岸に聳える高さ30 mの巨岩[6]。岩の上部にイワマツなどの寒冷植物が繁茂しており老松のように見えることからこの名が付いた[7]。
- 窓岩 - 駅から北に約9.3 km[7]。
- 茂津多岬 - 駅から北に約21.3 km[7]。狩場茂津多道立自然公園にある。
- 函館バス・せたな町営バス「瀬棚温泉前」停留所・「瀬棚市街」停留所

## 駅跡

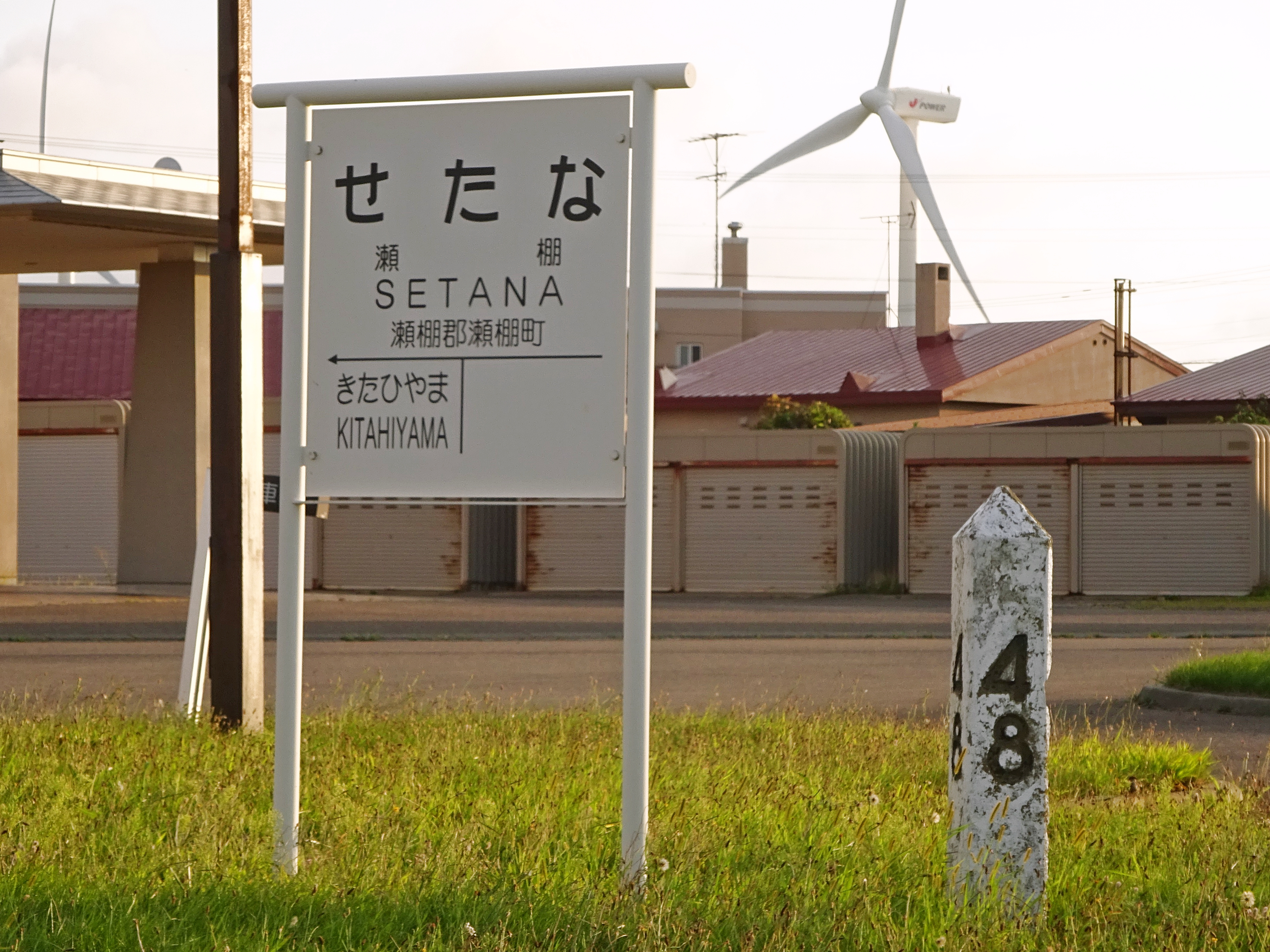
瀬棚駅跡の駅名標（レプリカ）とキロポスト

廃止後、駅構内は「瀬棚町総合福祉センターやすらぎ館」という施設の敷地に利用され、敷地内のホームがあったと思われる場所に全駅名が記載された「旧国鉄瀬棚駅跡地記念碑」とレプリカの駅名標、48キロポストが設置されている。

## 隣の駅
日本国有鉄道
瀬棚線
北檜山駅 - 瀬棚駅